# 久留米大学
久留米大学（くるめだいがく、英語: Kurume University）は、福岡県久留米市旭町67
座標: 北緯33度19分43.3秒 東経130度30分40秒 / 北緯33.328694度 東経130.51111度に本部を置く日本の私立大学。1928年創立、1946年大学設置。大学の略称は久大（きゅうだい）、久留米大（くるめだい）。

## 概観

### 大学全体
久留米大学は九州医学専門学校を前身として、6学部（医学部・商学部・法学部・文学部・経済学部・人間健康学部）と5研究科（医学研究科・比較文化研究科・心理学研究科・ビジネス研究科）、そして研究所、大学病院、附設中学校・高等学校、医学部附属臨床検査専門学校等を有する私立総合大学である。

### 建学の精神
建学の精神「国手の矜持（ほこり）は常に仁なり」
基本理念「真理と正義を探求し、人間愛と人間尊重を希求して、高い理想をもった人間性豊かな実践的人材の育成を目指すとともに、地域文化に光を与え、その輝きを世界に伝え、人類の平和に貢献することを使命とする。」

### 教育および研究
旧制九州医学専門学校が設立母体のため、総合大学と化してからも学内では医学部の存在が大きい。
(財)大学基準協会による2006年度大学相互評価及び認証評価を受審した結果、大学基準に適合していると認定を受けている。
また久留米大学病院は、第三者評価機関である(財)日本医療機能評価機構による病院機能評価の審査を受け、2004年4月19日付で「病院機能評価認定証」を受理し、2009年・2015年に再認定された。

## 沿革

### 略歴
大学令（1918年12月6日公布、1919年4月1日施行）によって、主要な医師養成機関は専門学校から大学へ移行していった。しかし、これにより医師が都市あるいは都心部に集中するという問題が生じてきたため、福岡県医師会では、その対策として地方に医学専門学校を設置しようとの動きが起こった。
これが久留米大学の前身たる九州医学専門学校創設の契機であった。
福岡県医師会内部では、新設予定の医学専門学校の設置場所を巡って、福岡市とするのか久留米市とするのかで誘致合戦となり、久留米市側は、当時の船越次郎久留米市長や久留米医師会が誘致運動を展開した。
誘致運動が功を奏し、福岡県医師会内での投票の結果、久留米市に設置されることに決定され、1928年に4年制の九州医学専門学校が設立された。
設立にあたって、1927年に日本足袋株式會社（現・アサヒシューズ株式会社。株式会社ブリヂストンは日本足袋株式会社タイヤ部を分社独立したもの）創業者の石橋徳次郎・石橋正二郎兄弟から敷地や校舎などの寄付を受け、
また、福岡県医師会・久留米市の協力を得た。
なお、現在の久留米大学附属病院は、九州医学専門学校設立時に久留米市立病院の移管を受けたものである。
第二次世界大戦後の1946年には大学令により旧制・久留米医科大学を設置して予科を開設。
1950年には学制改革による新学制の下で新制・久留米大学を設置。現在の御井キャンパス（大学内での正式名称は「御井学舎」）にあった旧制・久留米医科大学予科の教員・設備を母体として、新制・久留米大学商学部及び医学進学課程（1955年-1992年）を開設した。
また、1956年には大学院を設置して医学研究科博士課程を開設した。
1980年代後半以降、商学部を母体として文系諸学部（法学部・文学部・経済学部・人間健康学部）及び文系大学院諸研究科（比較文化研究科・心理学研究科・法務研究科・ビジネス研究科）を順次設置して現在に至る。

### 年表
- 1927年11月 - 福岡県医師会長溝口喜六が医師不在解消を目的として医学専門学校設立を提案し、久留米市に設置することが決定する[1]。
- 1928年4月28日 - 東京帝国大学医学部卒業、九州帝国大学名誉教授の伊東祐彦を初代校長として九州医学専門学校（4年制）が開校[1]。附属病院を開院。
- 1939年 - 九州医学専門学校に5年制の課程を設置 。
- 1942年 - 九州医学専門学校（4年制）を廃止。
- 1943年 - 九州医学専門学校5年制課程を九州高等医学専門学校に改称。
- 1946年 - 大学令による久留米医科大学を設置、旧陸軍第12師団独立工兵第18連隊の跡地に同予科を設置。久留米医科大学予科第2学年を編成。
- 1948年 - 久留米医科大学に学部を開設。
- 1949年 - 昭和天皇の戦後巡幸[2]。行幸は教授や学生が宮内府に申し入れを行い実現したもので、校庭には久留米奉迎場が設けられた[3]。
- 1950年 - 久留米大学を設置し、商学部商学科を開設。久留米大学附設高等学校を設置。
- 1951年 - 久留米医科大学予科を廃止。
- 1952年 - 久留米大学に医学部を開設。九州高等医学専門学校を廃止。
- 1955年 - 久留米大学医学部に医学進学課程を開設。
- 1956年 - 久留米大学大学院を設置し医学研究科博士課程を開設。
- 1961年 - 久留米医科大学を廃止。
- 1966年 - 久留米大学医学部附属高等看護学校を設置。
- 1968年 - 久留米大学医学部附属衛生検査技師学校を設置。
- 1969年 - 久留米大学附設中学校を設置。
- 1972年 - 久留米大学医学部附属衛生検査技師学校を久留米大学医学部附属臨床検査技師学校に校名変更。
- 1973年 - 久留米大学医学部附属高等看護学校に二部（夜間課程）を併設。
- 1975年 - 久留米大学商学部に経済学科を増設。
- 1976年 - 久留米大学医学部附属高等看護学校を久留米大学医学部附属看護専門学校に校名変更。久留米大学医学部附属臨床検査技師学校を久留米大学医学部附属臨床検査専門学校に校名変更。
- 1984年 - 久留米大学コンピュータ教育センターを設置。
- 1987年 - 久留米大学比較文化研究所を設置。久留米大学医学部附属看護専門学校二部（夜間課程）を廃止。久留米大学法学部法律学科を開設。
- 1989年 - 久留米大学分子生命科学研究所を設置。久留米大学大学院比較文化研究科修士課程を開設。
- 1991年 - 久留米大学大学院比較文化研究科博士課程を開設。
- 1992年 - 久留米大学医学部進学課程を廃止。久留米大学文学部人間科学科・国際文化学科を開設。久留米大学保健体育センターを設置。
- 1993年 - 久留米大学外国語教育研究所を設置。
- 1994年 - 久留米大学法学部に国際政治学科を増設。久留米大学商学部経済学科を久留米大学経済学部経済学科に改組転換。久留米大学医学部に看護学科を増設。国立久留米病院（旧久留米陸軍病院）の移管を受け、久留米大学医学部附属医療センターを開院。
- 1996年 - 久留米大学文学専攻科、法学専攻科、商学専攻科を設置。
- 1997年 - 久留米大学先端癌治療研究センターを設置。久留米大学医学部附属看護専門学校を廃止。
- 1998年 - 久留米大学経済学専攻科を設置。久留米大学循環器病研究所を設置。
- 1999年 - 久留米大学留学生別科を設置。
- 2000年 - 久留米大学文学部に社会福祉学科を増設。久留米大学コンピュータ教育センターを久留米大学情報教育センターに名称変更。久留米大学保健体育センターを久留米大学健康・スポーツ科学センターに名称変更。
- 2001年 - 久留米大学大学院心理学研究科を開設。久留米大学大学院医学研究科修士課程を開設。
- 2002年 - 久留米大学国際交流センターを設置。久留米大学文学部人間科学科を久留米大学文学部心理学科及び情報社会学科に改組転換。久留米大学経済学部に文化経済学科を増設。久留米大学高次脳疾患研究所を設置。
- 2003年 - 久留米大学知的財産本部を設置。久留米大学バイオ統計センターを設置。
- 2004年 - 久留米大学法科大学院法務研究科を開設。久留米大学教育・学習支援センターを設置。
- 2005年 - 久留米大学大学院ビジネス研究科を開設。久留米大学ビジネス研究所を設置。久留米大学産学官連携戦略本部を設置。
- 2008年 - 久留米大学認定看護師教育センターを設置。
- 2009年 - 久留米大学臨床試験センターを設置。
- 2010年 - 久留米大学皮膚細胞生物学研究所を設置。久留米大学経済社会研究所を設置。
- 2013年 - 久留米大学知的財産本部を廃止し、久留米大学産学官連携戦略本部に統合。久留米大学がんワクチンセンターを設置。
- 2014年 - 久留米大学地域連携センターを設置。
- 2015年 - 久留米大学臨床試験センターを廃止し、久留米大学医学部附属病院臨床試験センターに改組。久留米大学保健管理センターを設置。
- 2015年 - 久留米大学IR室を設置。久留米大学臨床研究支援機構を設立。
- 2016年 - 久留米大学学生支援室を設置。
- 2017年 - 久留米大学人間健康学部総合子ども学科・スポーツ医科学科を開設。久留米大学臨床研究支援センターを設置。

## 基礎データ

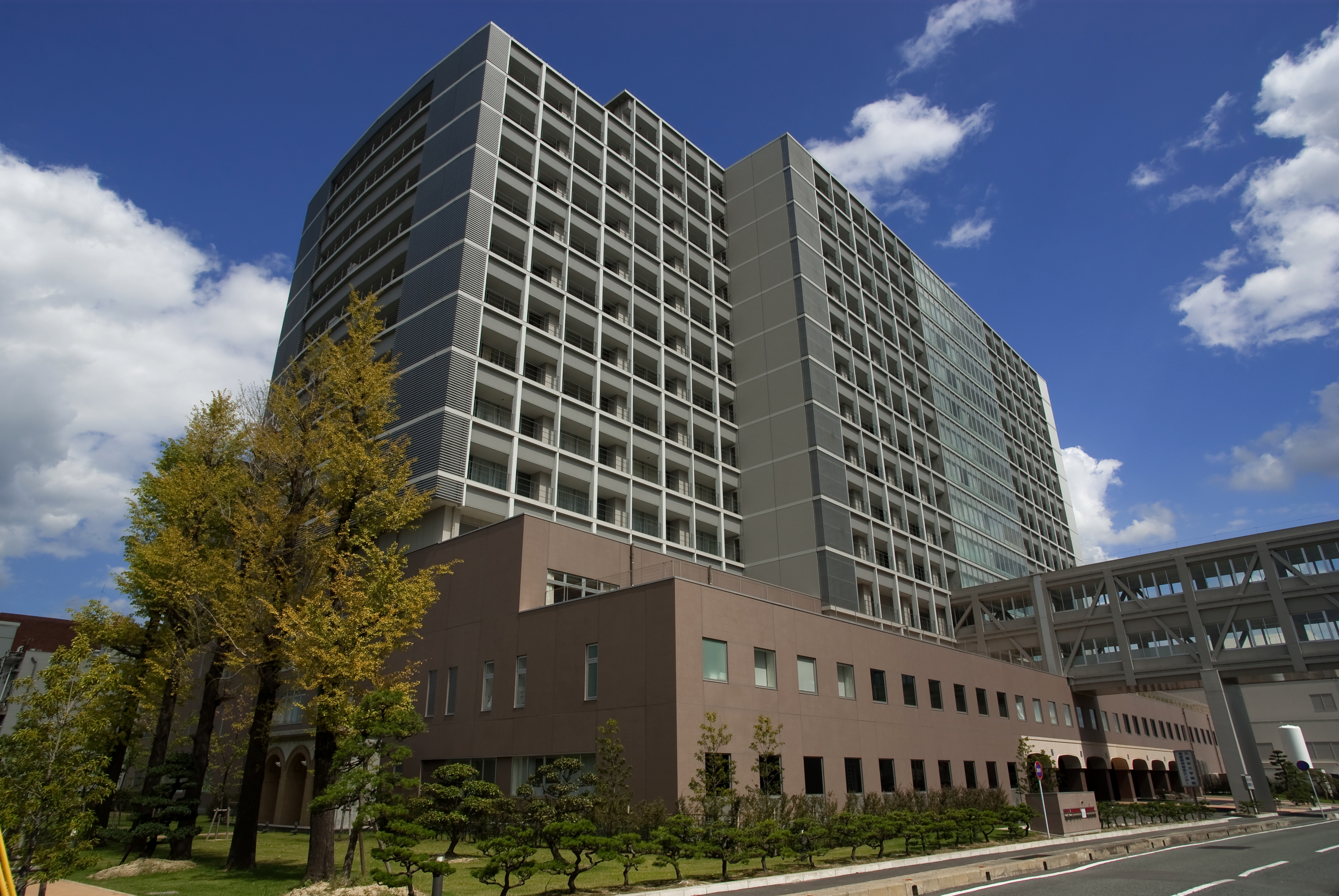
久留米大学病院　病院本館

### 所在地
- 旭町キャンパス・大学病院（福岡県久留米市旭町67）
- 御井キャンパス（福岡県久留米市御井町1635）

### 象徴

#### 校色
- ダークグリーン

## 教育および研究

### 組織

#### 学部
- 文学部
  - 心理学科
  - 情報社会学科
  - 国際文化学科
    - 英語コミュニケーション専攻
    - 国際文化専攻

  - 社会福祉学科
- 人間健康学部
  - 総合こども学科
  - スポーツ医科学科
- 法学部
  - 法律学科
    - 法律総合コース
    - 法律英語コース
    - 法律情報科学コース

  - 国際政治学科
    - 国際英語コース
    - 国際関係コース
    - 国際情報科学コース
- 経済学部
  - 経済学科
    - 経済理論・政策コース
    - 国際比較経済コース
    - 金融・情報コース

  - 文化経済学科
    - 地域創造コース
    - 環境・ツーリズム（観光）コース
- 商学部
  - 商学科
    - 商学系
    - 経営学系
    - 会計学系
- 医学部
  - 医学科
  - 看護学科
  - 医療検査学科

#### 研究科
- 医学研究科※昼夜開講制
  - 修士課程
    - 医科学専攻
    - 看護学専攻

  - 博士課程
    - 生理系専攻
    - 病理系専攻
    - 社会医学系専攻
    - 個別最適医療系専攻
- 比較文化研究科
  - 前期博士課程
    - 比較文化専攻
      - 総合文化コース
      - 専修文化コース

  - 後期博士課程
    - 比較文化専攻
- 心理学研究科
  - 前期博士課程
    - 臨床心理学専攻
    - 人間行動心理学専攻

  - 後期博士課程
    - 心理学専攻
- ビジネス研究科
  - 修士課程
    - ビジネス専攻
      - マネジメントコース
      - アカウンティングコース
- 法務研究科（法科大学院）

#### 専攻科
- 文学専攻科
  - 心理学専攻
  - 情報社会専攻
  - 国際文化専攻
  - 社会福祉専攻
- 法学専攻科
  - 法律学専攻
  - 国際政治学専攻
- 経済学専攻科
  - 経済学専攻
- 商学専攻科
  - 商学専攻

#### 留学生別科
- 1年コース、1年半コース

#### 附属機関
大学内には、8つの研究所と11のセンターが設けられている。

##### 研究所・センター
- 比較文化研究所
- 分子生命科学研究所
- 外国語教育研究所
- 循環器病研究所
- 高次脳疾患研究所
- ビジネス研究所
- 皮膚細胞生物学研究所
- 経済社会研究所
- 情報教育センター
- 健康・スポーツ科学センター
- 先端癌治療研究センター
- バイオ統計センター
- 認定看護師教育センター
- がんワクチンセンター
- 国際交流センター
- 教育・学習支援センター
- 地域連携センター
- 保健管理センター
- 臨床研究支援センター

その他
- 久留米大学北京教育交流センター（中国北京市）

##### 大学病院
- 久留米大学病院（久留米市旭町）
- 久留米大学医療センター（久留米市国分町）
- リハビリテーションセンター（同上）

##### 附属図書館
- 医学図書館（旭町キャンパス）
- 御井図書館（御井キャンパス）

### 研究
21世紀COEプログラム
- 採択1件
- 2003年
  - 医学系 - 先端的な癌治療研究の拠点

## 学生生活

### サークル活動
学生主体のサークル活動は、非公認・準公認の団体も存在している。
医学部のある旭町キャンパスと商・法・文・経・人間健康学部のある御井キャンパスとでそれぞれ個別に学友会組織と各部・サークル団体が組織されている。

### 学園祭
毎年春には文化系の学園祭「C∞SHOCK」、秋には学園祭「あのく祭」が開催される。毎回、タレントやアーティスト等を招いている。

### スポーツ
- 硬式野球部は九州六大学野球連盟に加盟している。1963年の第17回日本学生野球協会結成記念野球大会でベスト4進出。明治神宮野球大会は、1972年の第3回大会1回戦で明治大学を6-5（延長13回）で下し初出場でベスト4まで進出している。以来、1973年の第4回大会、1977年の第8回大会の計3回出場。全日本大学野球選手権大会は、初出場となる1976年の第25回大会1回戦で3年生江川卓擁する法政大学に1-2で惜敗した。以来、1993年の第42回大会と合わせ計2回出場。
- 北アルプス・剱岳の八つ峰Dフェースに、山岳部の黒岩らによって開拓された久留米大ルートがあり、毎年多くのクライマーによって登攀（ロッククライミング）されている。
- アメリカンフットボール部は九州1部リーグに所属し、過去3度優勝。
- 陸上競技部は全日本大学駅伝に4度の出場経験を持つ。

## 施設
キャンパス
全て久留米市内。
- 旭町キャンパス（旭町67 北緯33度19分43.3秒 東経130度30分40秒）

旭町の町名が示すように、日本足袋（現・アサヒシューズ）の社宅用地の一部を同社が寄贈し、建物や設備も合わせて寄贈した。1929年に完成した久留米大学本館は九州医学専門学校時代から存在している。
大学本部、大学病院、医学部、医学研究科、医学部附属臨床検査専門学校、医学図書館、附置研究所・センターなど。
- 西鉄久留米駅（西鉄久留米バスセンター）より、西鉄バス8番（高専方面）に乗車して「医学部前」で下車。または8番（大学病院行き）に乗車して終点で下車。
- JR久留米駅より、西鉄バス8番（高専方面）に乗車して「医学部前」で下車。

- 御井キャンパス（御井町1635 北緯33度18分28.3秒 東経130度32分43.1秒）

商学部、法学部、文学部、経済学部、人間健康学部、比較文化研究科、心理学研究科、法科大学院法務研究科、ビジネス研究科、御井図書館、附置研究所・センターなど
旧陸軍第12師団独立工兵第18連隊跡地〔爆弾三勇士の所属部隊〕である。構内の欅並木では、散歩をする地域住民の姿もよく見られる。
JR久留米大学前駅下車、徒歩約3分
- JR久留米駅・西鉄久留米駅から西鉄バス1番など（信愛女学院行き）または9番など（竹の子行き）に乗車し、「朝妻」で下車（北門）。または2番（信愛女学院行き）に乗車して「野菜試験場前」で下車（西門）。
- 「久留米大学前」というバス停もあるが、市街地から来る方向のバス停は久留米大学前駅に設置されている。市街地へ戻る方のバス停は正門前に設置されている。

- 久留米大学医療センター（国分町155-1 北緯33度17分26秒 東経130度32分34.4秒）

1994年に国立久留米病院（旧久留米陸軍病院）を引き継ぎ誕生した。そのため、陸上自衛隊久留米駐屯地と道路を挟んだ真向かい側にある。
- JR久留米駅・西鉄久留米駅から堀川バス（大学医療センター・八女行き）、もしくは西鉄バス3番（信愛女学院・青峰団地行き）に乗車して「大学医療センター」で下車。診療時間帯外は「大学医療センター入口」で下車。

- この他には、福岡市天神に「福岡サテライトオフィス」(福岡市中央区天神1丁目4番2号　エルガーラオフィス6階）、中国・北京市に「久留米大学北京教育交流センター」、久留米市中心部の商業施設に市内の他大学と共同で「高等教育コンソーシアム久留米 六ツ門サテライトキャンパス」（くるめりあ六ツ門6階）を設置している。

## 文化財
- 本館：1929年に建造。日本足袋の石橋徳次郎・正二郎により敷地と建設費が寄付され、設計は松田昌平が担当。1953年に大水害に見舞われながも復興、久留米市を象徴する貴重な建造物として2021年2月に国の登録有形文化財に登録された[4]。

## 校歌
- 久留米大学校歌　作詞：丸山豊　作曲：團伊玖磨　編曲：本間四郎

## 対外関係

### 他大学との協定
- 交換留学協定校
  - 呉鳳科技大学
  - 南オレゴン大学
  - ニューキャッスル大学
  - バススパ大学
  - リバプール・ジョンモアズ大学
  - 南開大学
  - 吉林大学
  - 北京第二外国語学院
  - 南台科技大学
  - 全州大学
  - 合肥工業大学（商学部と交流）
  - 南栄科技大学
  - 銘伝大学
  - 梨花女子大学校
  - 建陽大学
  - 浙江工業大学之江学院
  - ハノイ大学
  - チエンマイ大学
  - フィリピン大学ロスバニヨス校
  - スブラス・マレット大学
  - ブラウン大学
  - セントラル・ランカシャー大学
  - ポーツマス大学
  - モナシュ大学
  - ビクトリア大学
  - アケイディア大学
  - マインツ大学
  - ストラスブール大学
  - ミラノ・ビコッカ大学
  - カイロ大学

### 国内研究機関
理化学研究所と共同で「小児疾患共同研究室」を2018年に開設した。

### 関連企業
学校法人久留米大学グループとして「久大エンタープライズ」という株式会社を運営している。